# Cataenococcus podagrosus
Cataenococcus podagrosus är en insektsart som först beskrevs av Green 1933.  Cataenococcus podagrosus ingår i släktet Cataenococcus och familjen ullsköldlöss. Inga underarter finns listade i Catalogue of Life.